# 长刺仿四额齿蟹
长刺仿四额齿蟹（学名：Ethusina investigatoris）为关公蟹科仿四额齿蟹属的动物。分布于孟加拉湾、拉克代夫海，包括东海、南海等海域，生活环境为海水，一般栖息于1115-2378米的软泥底。其生存的海拔范围为2378至1115米。该物种的模式产地在孟加拉湾及拉克代夫海。